# Zračna luka Stuttgart
Zračna luka Stuttgart (Njemački: Flughafen Stuttgart, (bivši Flughafen Stuttgart-Echterdingen)) (IATA: STR, ICAO: EDDS) je međunarodna zračna luka smještena oko 13 km južno od centra grada Stuttgart
a.
Zračna luka se nalazi na granici između obližnjih gradova Leinfelden-Echterdingena, Filderstadta i samog Stuttgarta. Sedma je najvažnija zračna luka u Njemačkoj i glavna zračna luka pokrajine Baden-Württemberg s 8.900.000 putnika u 2009. godini. 